# Bob McIntyre
Robert "Bob" McIntyre (nacido el 23 de enero de 1944 en Queens, Nueva York) es un exjugador de baloncesto estadounidense que disputó dos temporadas en la ABA, además de jugar en la Liga Española  y en la EPBL. Con 1,98 metros de estatura, lo hacía en la posición de alero.

## Trayectoria deportiva

### Universidad
Jugó durante cuatro temporadas con los Red Storm de la Universidad St. John's, en las que promedió 17,3 puntos y 8,6 rebotes por partido. Figura en el puesto 20 entre los máxomoa anotadores históricos de su universidad, y fue el autor de la canasta decisiva en la prórroga ante Georgetown Hoyas en la primera de las 526 victorias que conseguiría su entrenador Lou Carnesecca a lo largo de su carrera.

### Profesional
Fue elegido en la trigésimo cuarta posición del Draft de la NBA de 1966 por St. Louis Hawks, pero al no encontrar hueco en el equipo fichó por el  Real Madrid de la liga española, consiguiendo el título de campeón de la Copa de Europa tras derrotar al Simmenthal Milano en la final por 91-83, en un partido en el que anotó 14 puntos.
En 1967 regresa a su país para incorporarse a las filas de los New Jersey Americans de la recién creada ABA. Allí jugaría 21 partidos en los que promedió 8,3 puntos y 4,8 rebotes. Tras ser despedido, jugó con los Allentown Jets de la EPBL hasta ser repescado por su antiguo equipo, reconvertido en los New York Nets en 1969. Pero solo disputó 7 partidos, en los que promedió 3,6 puntos y 2,9 rebotes.

## Estadísticas de su carrera en la ABA

### Temporada regular
| Temporada | Edad | Equipo               | Liga | P  | TIT | MIN  | TC  | TCA | %TC  | 3P  | 3PA | %3P  | TL  | TLA | %TL  | R.OF. | R.DEF. | REB | ASIS | ROB | TAP | PER | FP  | PTS |
| 1967-68   | 24   | New Jersey Americans | ABA  | 21 |     | 21.5 | 3.3 | 8.9 | .374 | 0.0 | 0.0 | .000 | 1.6 | 2.8 | .586 |       |        | 4.8 | 0.5  |     |     | 1.3 | 1.3 | 8.3 |
| 1969-70   | 26   | New York Nets        | ABA  | 7  |     | 13.4 | 1.7 | 4.6 | .375 | 0.1 | 0.4 | .333 | 0.0 | 0.1 | .000 | 1.3   | 1.6    | 2.9 | 0.7  |     |     | 0.9 | 1.1 | 3.6 |
| Total     |      |                      | ABA  | 28 |     | 19.5 | 2.9 | 7.8 | .374 | 0.0 | 0.1 | .250 | 1.2 | 2.1 | .576 | 1.3   | 1.6    | 4.3 | 0.6  |     |     | 1.2 | 1.3 | 7.1 |